# Кірафтей
Кірафтей (рум. Chiraftei) — село у повіті Галац в Румунії. Входить до складу комуни Местекань.
Село розташоване на відстані 211 км на північний схід від Бухареста, 38 км на північ від Галаца.

## Населення
За даними перепису населення 2002 року у селі проживали 2830 осіб, з них 2829 осіб (> 99,9%) румунів. Усі жителі села рідною мовою назвали румунську.